# الفيحاء (الكويت)
الفيحاء، منطقة من مناطق محافظة العاصمة في الكويت. سميت بهذا الاسم نسبة إلى حسن تنظيمها. ويقال إن سبب التسمية هو قربها لبوابة الشامية (وسبب تسمية بوابة الشامية يرجع لاتجاه البوابة المقابل البعيد للشام ودخول قوافل وبضائع المتجه من الشام من هذه البوابة) وكانت عاصمة الشام العرفية هي دمشق (الفيحاء).